# Citrus canker
Citrus canker är en sjukdom som påverkar citrusarter och orsakas av bakterien Xanthomonas axonopodis. Infektionen skapar lesioner på blad, stjälkar och frukt av citrusväxter, inklusive lime, apelsiner och grapefrukt. Även om det inte är skadligt för människor påverkar canker betydligt citrusväxternas vitalitet och kan leda till att blad och frukt faller av för tidigt.
Xanthomonas axonopodis är en stavformad gramnegativ bakterie med polära flageller och en genomlängd på cirka 5 megabaspar. Det finns olika typer av citrus canker-sjukdomar orsakade av olika patovarer och varianter av bakterien. Asiatic typ av canker (canker A) är den mest utbredda och allvarliga formen av sjukdomen, orsakad av X. axonopodis pv. citri. Canker B och C orsakas av olika stammar och infekterar olika citrusarter.
Symptom på citrus canker inkluderar karakteristiska lesioner med upphöjda, bruna, vattenmättade kanter och en gul halo runt lesionen. Infekterade växter sprider bakterier genom regn och vind, vilket kan leda till ytterligare spridning. Sjukdomen kan påverka blad, stjälkar och frukt, och den kan överleva i gamla lesioner och andra växtdelar under flera månader.
För att hantera citrus canker implementeras olika åtgärder, inklusive karantänåtgärder för att förhindra introduktion av bakterier i icke-endemiska områden och integrerad skadedjurskontroll (IPM) i endemiska områden. IPM inkluderar användning av resistenta citrusväxtsorter, utspridningskontroll och sanitära åtgärder för att förhindra spridning av bakterier.
Sjukdomen har påverkat citrusindustrin globalt och har haft ekonomiska konsekvenser i länder som Brasilien och USA. Åtgärder som karantän, utrotning och sanering har använts för att hantera och förebygga spridningen av citrus canker.